# Team Ringeriks-Kraft/Saison 2016
Dieser Artikel listet Erfolge und Fahrer des Radsportteams Team Ringeriks-Kraft in der Saison 2016 auf.

## Erfolge in der UCI Europe Tour
| Datum   | Rennen                       | Kat. | Fahrer        |
| ------- | ---------------------------- | ---- | ------------- |
| 14. Mai | Scandinavian Race in Uppsala | 1.2  | Syver Wærsted |

## Abgänge – Zugänge
| Zugänge          | Team 2015            | Abgänge            | Team 2016             |
| ---------------- | -------------------- | ------------------ | --------------------- |
| Alexander Fåglum | Team TreBerg-Bianchi | Frederik Wilmann   | ColoQuick-Cult        |
| Jonas Abrahamsen | Team Coop-Øster Hus  | Petter Theodorsen  | Team Sparebanken Sør  |
| Marius Hafsås    | Team FixIT.no        | Øivind Lukkedahl   | Team Coop-Øster Hus   |
| Syver Wærsted    | Neoprofi             | Ole Forfang        | Team Joker-Byggtorget |
|                  |                      | Kristoffer Wormsen | Unbekannt             |
|                  |                      | Erik Nyqvist       | Unbekannt             |

## Mannschaft
| Teamkader 2016                            | Teamkader 2016     | Teamkader 2016 | Teamkader 2016               |
| Name                                      | Geburtsdatum       | Land           | Vorheriges Team              |
| ----------------------------------------- | ------------------ | -------------- | ---------------------------- |
| Jonas Abrahamsen                          | 20. September 1995 | Norwegen       | Øster Hus-Ridley (2014)      |
| Alexander Fåglum                          | 11. Juni 1996      | Schweden       | Tre Berg-Bianchi (2015)      |
| Audun Fløtten                             | 20. August 1990    | Norwegen       | Motiv3 (2014)                |
| Marius Hafsås                             | 19. März 1991      | Norwegen       | FixIT.no (2015)              |
| Christer Jensen                           | 19. Februar 1990   | Norwegen       | Motiv3 (2014)                |
| Njål Kleiven                              | 1. Mai 1994        | Norwegen       | Motiv3 (2014)                |
| Max Emil Kørner                           | 3. Juni 1991       | Norwegen       | IF Frøy (2011)               |
| Torstein Træen                            | 16. Juli 1995      | Norwegen       | Ringerike Sykkelklubb (2015) |
| Syver Wærsted                             | 8. August 1996     | Norwegen       |                              |
|                                           |                    |                |                              |
| Quellen: ProCyclingStats Cycling Archives |                    |                |                              |